# Keith Van Horne
Keith Van Horne é um ex-jogador profissional de futebol americano estadunidense.

## Carreira
Keith Van Horne foi campeão da temporada de 1985 da National Football League jogando pelo Chicago Bears.